# بازی فوتبال فلسطین تحت قیمومت و لبنان ۱۹۴۰
مسابقه فوتبال اتحادیه سال ۱۹۴۰ میان تیم‌های ملی فلسطین تحت قیمومت بریتانیا و لبنان نخستین بازی رسمی بین‌المللی دومین و پایانی‌ترین بازی نخستین پیش از تبدیل شدن آنان به تیم ملی اسرائیل بعداز سال ۱۹۴۸ بود. این مسابقه در تاریخ ۲۷ آوریل ۱۹۴۰ در استادیوم مکابیا در تل آویو انجام گردید. این بازی که توسط جان بلکول از ارتش بریتانیا داوری شد، ۱۰٬۰۰۰ تماشاگر آن را تماشا نمودند و با پیروزی ۵–۱ تیم میزبان به پایان رسید.
فلسطین تحت قیمومت بریتانیا در دقیقه دوم بازی به گل رسید و ۱۰ دقیقه بعد با یک ضربه پنالتی برتری خود را دو چندان نمود. ۲ گل دیگر توسط تیم میزبان سبب شد تا نیمه نخست با نتیجه ۴–۰ به انتها برسد. تعویض فلسطین تحت قیمومت بریتانیا در نیمه دوم این بازی به دلیل آسیب دیدگی، کنترل بازی را با مشکل روبرو کرد و در دقیقه پنجم نیمه دوم، کامیل کورداحی، مهاجم لبنانی گلزنی نمود و نخستین شوت زن رسمی بین‌المللی لبنان شد. ورنر کاسپی دومین گل خود را در این بازی در دقیقه ۶۰ به نتیجه رساند و بازی با نتیجه ۵–۱ به انتها رسید.
بازی‌های رسمی بعدی لبنان همگی بازی دوستانه برابر سوریه بود، یکی از بازی‌های آن در سال ۱۹۴۲ و دو بازی دیگر آن هم در سال ۱۹۴۷. در سال ۱۹۴۸، با تأسیس کشور اسرائیل، تیم ملی فلسطین تحت قیمومت بریتانیا به شکل رسمی به تیم ملی اسرائیل تبدیل گردید. آنان بازی رسمی بعدی خود را در یک بازی دوستانه برابرتیم ملی قبرس در سال ۱۹۴۹ انجام دادند. از ۱۱ بازیکن لبنان، ۶ بازیکن دست کم ۱ بازی بین‌المللی دیگر انجام دادند. شالوم شالومزون تنها بازیکن فلسطین تحت قیمومت بریتانیا بود که یک بازی ملی دیگر انجام داد.

## زمینه

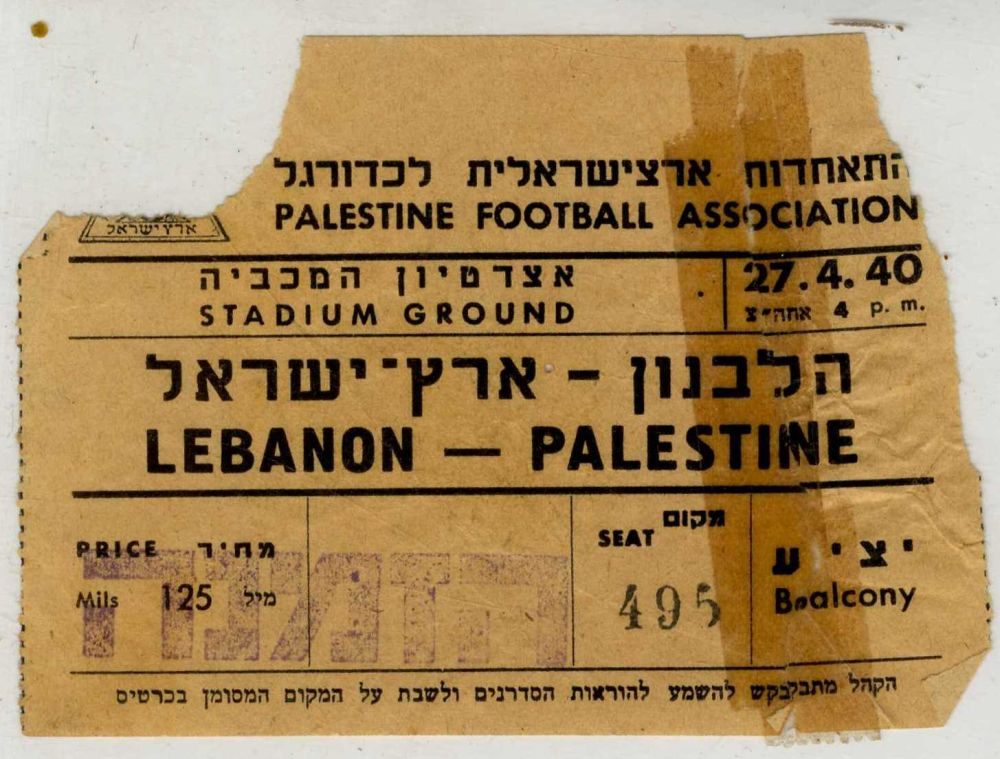
بلیت بازی فلسطین تحت قیمومت بریتانیا و لبنان

در مدت دهه ۱۹۳۰، لبنان یک هدف پایدار و استوار برای تورهای دوستانه توسط باشگاه‌های فوتبال در فلسطین تحت قیمومت بریتانیا بود. تیم‌هایی مثل باشگاه مکابی تل آویو، باشگاهمکابی پتا تیکوا و باشگاهمکابی هیفا به شکل آراسته با تیم‌هایی از بیروت، تایر و صیدا بازی می‌نمودند. در انتهای سال ۱۹۳۹، جمیل ساوایا، رئیس اتحادیه فوتبال لبنان (ال اف ای) از خانواده خود در اورشلیم و یافا دیدار کرد. ساوایا با چندین رئیس‌های باشگاه‌های فوتبال فلسطین، به خصوص با رئیس اتحادیه فوتبال فلسطین (پی اف ای) روابط صمیمی داشت. ساوایا در تداول سفر خود به بیت‌المقدس با رئیس پی اف ای دیدار نمود و در آن مکان دیداری صمیمانه میان تیم‌های ملی لبنان و فلسطین تحت قیمومت بریتانیا در تل آویو ترتیب و برگزار نمودند.
در روزهای پایانی ماه مارس ۱۹۴۰ برنامه‌هایی برای برگزاری مسابقه‌های فوتبال ۴ تیمی با تیم‌های ملی فلسطین تحت قیمومت بریتانیا و لبنان و تیم‌هایی از ارتش بریتانیا در فلسطین و ارتش فرانسه در لبنان گزارش شد. درعین حال، با ایستادن دو ارتش درحالت آماده باش در میان ماه آوریل در انتظار نبرد فرانسه، مسابقه‌ها لغو گردید و فقط بازی میان فلسطین تحت قیمومت بریتانیا و لبنان انجام شد.
این بازی برای روز ۲۷ آوریل ۱۹۴۰ در استادیوم مکابیا، واقع گردیده در ساحل‌های مصب رودخانه یارکون در تل آویو تنظیم گردیده شده. در آغاز بازی، بازیکن‌های فلسطین تحت قیمومت بریتانیا، بیشتر آنانیهودی،  برای چای و کیک در کافه‌ای در بلوار روچیلد دعوت گردیدند. به آنان این گونه گفته شده که هر بازیکن باید خودش به رختکن ورزشگاه برود. بازیکن‌ها برای بازی تمرین ننموده‌اند و در رختکن کوچک، ۱۴ نفر لباس آبی روشن و سفید را دریافت نمودند.
آرتور باار، مربی فوتبال اتریشی، مسئول انتخاب تیم فلسطین تحت قیمومت بریتانیا را عهده‌دار بود و دعوت نامه‌هایی را برای بازیکن‌ها فرستاد. زمانیکه اگون پولاک، مربی تیم در آن مقطع، زمانی را در استرالیا طی می‌نمود، بار به شکل واقعی مربی شد. در روز بازی، بار از آرمین ویس، مربی تیم مکابی تل آویو دعوت نمود تا به عنوان سرپرست بازی در آن جا حضور داشته باشد. ویسی این وظیفه را قبول کرده و پیش از بازی به بازیکن‌های فلسطینی سخنانی گفت و در طول مسابقه از کنار زمین به آنان دستور داد.

## همخوانی داشتن
این بازی نخستین بازی رسمی بین‌المللی لبنان بود و اثبات گردید که آخرین بازی فلسطین تحت قیمومت بریتانیا می‌باشد.  فلسطین تحت قیمومت بریتانیا پیش از این ۴ بازی رسمی انجام داده بود و هر چهر بازی قبل را با شکست طی کرده، همه مسابقات مقدماتی جام جهانی فوتبال (دو بازی در سال ۱۹۳۴ و دو بازی در سال ۱۹۳۸). از طرف دیگر، لبنانی‌ها تنها چند بازی غیررسمی را قبل از این انجام داده بود، در برابر باشگاه‌هایی از رومانی (سی ای تیمیشوآرا و اتحادیه سه رنگ بخارست) و اتریش (باشگاه فوتبال ادمیرا واکر مودلینگ). ورزشگاه با پرچم‌های هر دو کشور تزئین گردیده بود و نزدیک ۱۰٬۰۰۰ تماشاگر برای دیدن این ورزشگاه آمده بودند که برخی از آنان بریتانیایی بودند. داوری این بازی بر عهده جان بلکول از ارتش بریتانیا بود.

### خلاصه

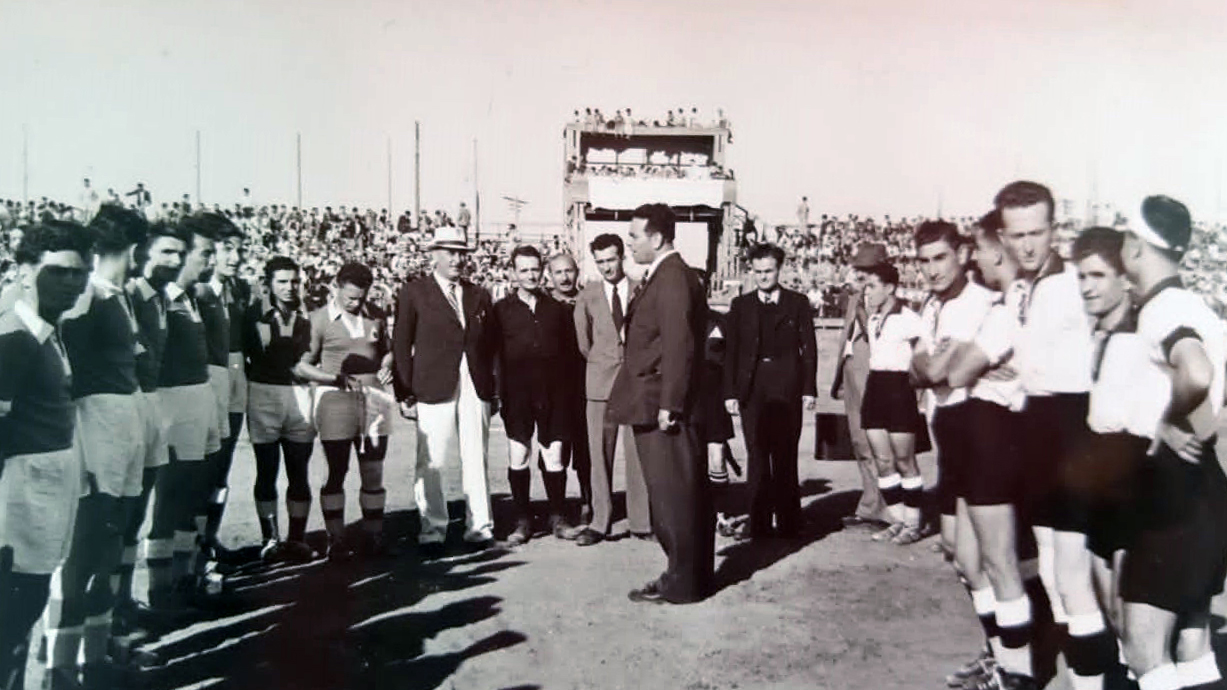
ترکیب فلسطین تحت قیمومت بریتانیا (سمت چپ) و لبنان (سمت راست) پیش از مسابقه

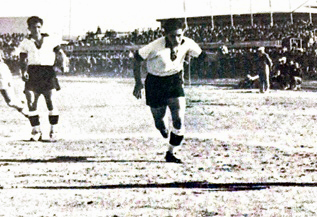
کامیل کورداحی مهاجم لبنانی که نخستین گل رسمی بین‌المللی لبنان را به ثمر رساند

در نیمه نخست، فلسطین تحت قیمومت بریتانیا در برابر باد بازی نمود. در دقیقه دوم بازی، هربرت مایتنر، وینگر سمت راست فلسطین تحت قیمومت بریتانیا برابر ناظم صیاد، دروازه‌بان لبنانی گلزنی نمود.  این ضربه پنالتی توسط آبراهام اشنایدر اویتز در دقیقه ۱۱ دنبال گردید و پیروزی برای تیم میزبان دو چندان گردید.  گرچه تیم لبنانی آغاز به جواب حجومی نمود، ولی این توانایی را نداشت که در برابر دروازه‌بان بنیامین مزراحی،  که چندین سیو انجام داد، گلزنی نماید. میزراهی به دلیل دو سیو خود در دقیقه ۱۸و ۲۳ مورد تشویق و تحریک تماشاگرها قرار گرفت. فلسطین تحت قیمومت بریتانیا بعد از این در نیمه نخست کنترل بازی را بار دیگر دردست گرفت و در دقیقه ۳۱ گال ماچلیس گل سوم فلسطین را به ثمر رساند.  وی از سمت چپ کمک گرفت و در دور دفاع تاخت تا به دروازه بدون دروازه‌بان گل بزند. در دقیقه ۴۰، ورنر کاسپی، کاپیتان فلسطین تحت قیمومت بریتانیا، یک ضربه تک نفری به ثمر رساند و نیمه نخست با نتیجه ۴–۰ به پایان رسید.  میزراهی در نیمه نخست ۸ شوت از لبنان را دفع نمودکه چندین ضربه «حیرت از مردم» را به همراه داشت، در حالی که دروازه‌بان صیاد این گونه گفته شد که «کار بسیاری داشت».
نیمه دوم آرام‌تر بود.  لبنان‌ها در برابر باد بازی نمودند. زووی فوکس، هافبک میانی فلسطین تحت قیمومت بریتانیا در نیمه دوم به دلیل اسب دیدگی جای خودش را به لونیا دوورین، مدافع سمت چپ تحویل داد و یااکوف بریر، مدافع سمت چپ، به هافبک وسط رفت.  این تغییرات حاجز از کنترل فلسطین تحت قیمومت بریتانیا بر این بازی شد.  کامیل کورداحی مهاجم لبنانی در دقیقه ۵۰ برابر میزراهی گلزنی نمود،  و محی الدین جارودی پاس گل داد. کرداحی نخستین گلزن رسمی بین‌المللی لبنان بود. جارودی دقایقی بعد از گل، توپ را به میانی ارسال نمود که مزراحی آرام آرام توپ را جمع نمود. لبنانی‌ها تلاش کردند دو بار دیگر هجوم آورند، پیش از اینکه شتاب هجومی به فلسطین برسد. در دقیقه ۶۰کاسپی دومین گل خود را در این بازی به ثمر رساند.  بعد از آن گل، مربی لبنانی از آرتور باار، مربی فلسطین تحت قیمومت بریتانیا درخواست نمود تا راحت بازی کند.  بار بعد از این نظر داشت که مربی لبنانی به دنبال حفظ روابط خوب میان دو کشور بوده و از آنان درخواست کرده که آنان را به روشی خشن شکست ندهند. تیم میزبان شروع به پاس دادن توپ به جلو و عقب کرد،  و با نتیجه نهایی ۵–۱ پیروز شد. 
این بازی نخستین بازی ملی لبنان و نخستین شکست آنان بود. پیروزی فلسطین تحت قیمومت بریتانیا نخستین (و تنها) آنان در یک مسابقه پیش از تبدیل شدن به تیم ملی اسرائیل بعداز ۱۹۴۸.